# 帕西·灰普
帕西·灰普（Percy Whipp，1897年6月28日—?）生於格拉斯哥，是一名蘇格蘭足球員。灰普曾效力過奧連特、新特蘭、列斯聯和史雲頓。灰普是第一位大演帽子戲法的列斯聯球員，後來於35歲時退役。